# Morris (Connecticut)
Morris – miasto w Stanach Zjednoczonych, w stanie Connecticut, w hrabstwie Litchfield.